# Condado de Huntingdon (Pensilvania)
El condado de Huntingdon (en inglés: Huntingdon County), fundado en 1787, es uno de 67 condados del estado estadounidense de Pensilvania. En el año 2000 tenía una población de 45,586 habitantes con una densidad poblacional de 20 personas por km². La sede del condado es Huntingdon.

## Geografía
Según la Oficina del Censo, el condado tiene un área total de 2302 km² (888,8 mi²), de la cual 2264 km² (874,1 mi²) es tierra y 39 km² (15,1 mi²) (1.68%) es agua.

### Condados adyacentes
- Condado de Centre (norte)
- Condado de Mifflin (este)
- Condado de Juniata (este)
- Condado de Franklin (sureste)
- Condado de Fulton (sur)
- Condado de Bedford (suroeste)
- Condado de Blair (oeste)

## Demografía
Según el censo de 2000, había 45,586 personas, 16,759 hogares y 11,798 familias residiendo en la localidad. La densidad de población era de 20 hab./km². Había 21,058 viviendas con una densidad media de 9 viviendas/km². El 93.33% de los habitantes eran blancos, el 5.14% afroamericanos, el 0.11% amerindios, el 0.21% asiáticos, el 0.01% isleños del Pacífico, el 0.45% de otras razas y el 0.77% pertenecía a dos o más razas. El 1.15% de la población eran hispanos o latinos de cualquier raza.

## Localidades

### Boroughs
Alexandria |
Birmingham |
Broad Top City |
Cassville |
Coalmont |
Dudley |
Huntingdon |
Mapleton |
Marklesburg |
Mill Creek |
Mount Union |
Orbisonia |
Petersburg |
Rockhill Furnace |
Saltillo |
Shade Gap |
Shirleysburg |
Three Springs 

### Municipios

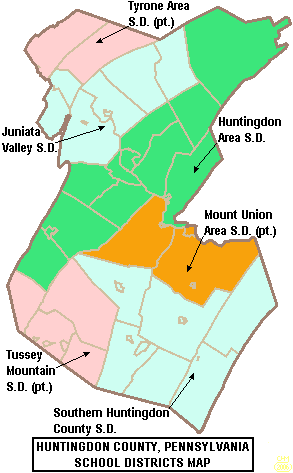
Mapa de los distritos escolares del condado de Huntingdon.

Barree |
Brady |
Carbon |
Cass |
Clay |
Cromwell |
Dublin |
Franklin |
Henderson |
Hopewell |
Jackson |
Juniata |
Lincoln |
Logan |
Miller |
Morris |
Oneida |
Penn |
Porter |
Shirley |
Smithfield |
Springfield |
Spruce Creek |
Tell |
Todd |
Union |
Walker |
Warriors Mark |
West |
Wood 

### Lugares designados por el censo
Allenport |
Mapletown